# Балка Сад
Балка Сад — ботанічний заказник місцевого значення в Україні. Заказник розташований поряд з селом Воскресенівка Васильківського району Дніпропетровської області у балці та порізаному ярами лівому березі річки Вовча.
На території заказника є байрачний ліс, ділянки ясеново-дубового гаю, осикові куртини, штучні лісонасадження на правому схилі та чагарниково-степове рідколісся на лівому. На  степових ділянках кущі й дерева шипшини, груші, аличі, терену, бруслини та глоду. Зустрічається багато лікарських рослин. Балка слугує прихистоком для тварин степової, узлісної та лісової фауни.
Площа 38,6 га, створений у 1990 році.